# Championnat du Bénin de football 2019-2020
Navigation
Édition précédente Édition suivante
La saison 2019-2020 du Championnat du Bénin de football est la quarantième édition de la Ligue 1, le championnat national de première division au Bénin. le tenant du titre est le Buffles du Borgou Football Club, vainqueur de la saison 2018-2019.
Suspendu en raison de la pandémie de Covid-19 depuis le 19 mars 2020, le championnat est définitivement annulé le 1er juillet 2020.

## Participants
- Association sportive Dragons Football Club de l'Ouémé
- Association Sportive Tonnerre Football Club de Bohicon
- Ayéma Football Club
- Panthères Football Club
- Réal Sports de Parakou Football Club
- Énergie Sport Football Club
- Jeunesse athlétique de Cotonou
- Association sportive du port autonome de Cotonou
- Buffles du Borgou Football Club
- Union Sportive Seme Kraké
- ESAE Football Club
- Béké Football Club
- Dynamo Unacob Football Club
- Jeunesse Sportive de Pobè
- AS de la Vallée de l'Ouémé Football Club
- Université Polytechnique Internationale

## Compétition
Le classement est établi sur le barème de points suivant : victoire à 3 points, match nul à 1, défaite à 0.
| Rang | Équipe                                  | Pts | J  | G  | N  | P  | Bp | Bc | Diff |
| ---- | --------------------------------------- | --- | -- | -- | -- | -- | -- | -- | ---- |
| 1    | Ayéma FC                                | 36  | 19 | 10 | 6  | 3  | 29 | 13 | +16  |
| 2    | ESAE Football Club                      | 35  | 19 | 10 | 5  | 4  | 17 | 11 | +6   |
| 3    | Buffles du Borgou T                     | 30  | 19 | 7  | 9  | 3  | 17 | 9  | +8   |
| 4    | AS Dragons de l'Ouémé                   | 29  | 19 | 7  | 8  | 4  | 19 | 12 | +7   |
| 5    | Panthères de Djougou                    | 28  | 19 | 6  | 10 | 3  | 19 | 15 | +4   |
| 6    | AS Port Autonome Cotonou                | 27  | 19 | 6  | 9  | 4  | 21 | 16 | +5   |
| 7    | Béké FC                                 | 26  | 19 | 6  | 8  | 5  | 21 | 16 | +5   |
| 8    | AS Tonnerre FC                          | 25  | 19 | 5  | 10 | 4  | 17 | 17 | 0    |
| 9    | Énergie Sport FC                        | 23  | 19 | 5  | 8  | 6  | 16 | 16 | 0    |
| 10   | Jeunesse Sportive de Pobè               | 23  | 19 | 5  | 8  | 6  | 16 | 20 | -4   |
| 11   | Réal Sports de Parakou FC P             | 23  | 19 | 6  | 5  | 8  | 13 | 17 | -4   |
| 12   | AS de la Vallée de l'Ouémé FC           | 22  | 19 | 5  | 7  | 7  | 16 | 18 | -2   |
| 13   | JA Cotonou                              | 21  | 19 | 5  | 6  | 8  | 15 | 20 | -5   |
| 14   | Dynamo Unacob FC P                      | 21  | 19 | 5  | 6  | 8  | 14 | 20 | -6   |
| 15   | US Sémé Kraké                           | 18  | 19 | 4  | 6  | 9  | 14 | 29 | -15  |
| 16   | Université Polytechnique Internationale | 11  | 19 | 2  | 5  | 12 | 12 | 27 | -15  |

|  | Qualification pour la Ligue des champions de la CAF -annulée |
|  | Qualification pour la Coupe de la confédération -annulée     |
|  | Relégation directe en Ligue 2 -annulée                       |

## Bilan de la saison
| Championnat du Bénin de football 2019-2020 |                                               |
| Champion                                   | Titre non attribué                            |
| Coupes et trophées                         |                                               |
| Vainqueur de la Coupe du Bénin 2019-2020   | Titre non attribué                            |
| Qualifications continentales               |                                               |
| Ligue des champions de la CAF 2020-2021    | Buffles du Borgou (selon la saison 2018-2019) |
| Coupe de la confédération 2020-2021        | ESAE FC (selon la saison 2018-2019)           |
| Promotions et relégations                  |                                               |
| Promus en Ligue 1                          | Aucune promotion                              |
| Relégués en Ligue 2                        | Aucune relégation                             |